# 豊秋村 (愛知県丹羽郡)
豊秋村（とよあきむら）は愛知県の北部、丹羽郡に属していた村。現在の岩倉市南東部にあたる。

## 歴史
- 1889年（明治22年）10月1日 - 町村制の施行により、大地村、曽野村、岩倉羽根村、大山寺村、川井村が合併して発足。
- 1906年（明治39年）5月1日 - 島野村・岩倉町・幼村（一部）と合併して岩倉町が発足。同日豊秋村廃止。
- 1971年（昭和46年）12月1日 - 岩倉町が市制施行して岩倉市となる。

## 交通
現在は名鉄犬山線大山寺駅が所在するが、当時は未開業。